# Coupe du monde de ski acrobatique 2013-2014
Navigation
Édition précédente Édition suivante
La saison de Coupe du monde de ski acrobatique 2013-2014 débute le 16 août 2013 par des épreuves organisées en Nouvelle-Zélande à Cardrona et se termine le 23 mars 2014 à La Plagne (France). Les épreuves masculines et féminines sont organisées par la Fédération internationale de ski.

## Format des compétitions
Les hommes et les femmes ont le même nombre d'épreuves : 4 en half-pipe, 5 en slopestyle, 4 en saut acrobatique, 12 en bosses et 12 en skicross.

## Classements
| Rang | Nom                    | Points |
| ---- | ---------------------- | ------ |
| 1    | Mikaël Kingsbury       | 80.91  |
| 2    | Alexandre Bilodeau     | 79.91  |
| 3    | Jesper Tjader          | 65.00  |
| 4    | Liu Zhongqing          | 61.60  |
| 5    | Qi Guangpu             | 53.60  |
| 6    | Anton Kushnir          | 48.60  |
| 7    | Nicholas Goepper       | 45.00  |
| 8    | Victor Oehling Norberg | 44.91  |
| 9    | Andreas Matt           | 43.82  |
| 10   | Justin Dorey           | 42.40  |

| Rang | Nom                     | Points |
| ---- | ----------------------- | ------ |
| 1    | Hannah Kearney          | 77.27  |
| 2    | Li Nina                 | 71.20  |
| 3    | Justine Dufour-Lapointe | 70.36  |
| 4    | Marielle Thompson       | 68.64  |
| 5    | Fanny Smith             | 66.36  |
| 6    | Zhang Xin               | 63.20  |
| 7    | Devin Logan             | 62.60  |
| 8    | Lisa Zimmermann         | 61.00  |
| 9    | Ophélie David           | 52.00  |
| 10   | Xu Mengtao              | 49.20  |

| Rang | Nom            | Points |
| ---- | -------------- | ------ |
| 1    | Liu Zhongqing  | 308    |
| 2    | Qi Guangpu     | 268    |
| 3    | Anton Kushnir  | 243    |
| 4    | Alexei Grishin | 200    |
| 5    | Travis Gerrits | 197    |

| Rang | Nom           | Points |
| ---- | ------------- | ------ |
| 1    | Li Nina       | 356    |
| 2    | Zhang Xin     | 316    |
| 3    | Xu Mengtao    | 246    |
| 4    | Lydia Lassila | 210    |
| 5    | Cheng Shuang  | 207    |

| Rang | Nom                 | Points |
| ---- | ------------------- | ------ |
| 1    | Mikaël Kingsbury    | 890    |
| 2    | Alexandre Bilodeau  | 879    |
| 3    | Patrick Deneen      | 443    |
| 4    | Bradley Wilson      | 429    |
| 5    | Alexandr Smyshlyaev | 419    |

| Rang | Nom                     | Points |
| ---- | ----------------------- | ------ |
| 1    | Hannah Kearney          | 850    |
| 2    | Justine Dufour-Lapointe | 774    |
| 3    | Chloe Dufour-Lapointe   | 521    |
| 4    | Maxime Dufour-Lapointe  | 459    |
| 5    | Heather McPhie          | 420    |

| Rang | Nom                    | Points |
| ---- | ---------------------- | ------ |
| 1    | Justin Dorey           | 212    |
| 2    | Aaron Blunck           | 180    |
| 3    | Mike Riddle            | 145    |
| 4    | Kevin Rolland          | 140    |
| 5    | Antti-Jussi Kemppainen | 129    |

| Rang | Nom              | Points |
| ---- | ---------------- | ------ |
| 1    | Devin Logan      | 186    |
| 2    | Maddie Bowman    | 180    |
| 3    | Amy Sheehan      | 170    |
| 4    | Mirjam Jaeger    | 153    |
| 5    | Angeli Vanlaanen | 152    |

| Rang | Nom                    | Points |
| ---- | ---------------------- | ------ |
| 1    | Victor Oehling Norberg | 494    |
| 2    | Andreas Matt           | 482    |
| 3    | Daniel Bohnacker       | 399    |
| 4    | Jean-Frédéric Chapuis  | 381    |
| 5    | Armin Niederer         | 376    |

| Rang | Nom               | Points |
| ---- | ----------------- | ------ |
| 1    | Marielle Thompson | 755    |
| 2    | Fanny Smith       | 730    |
| 3    | Ophélie David     | 572    |
| 4    | Katrin Mueller    | 408    |
| 5    | Sandra Näslund    | 374    |

| Rang | Nom              | Points |
| ---- | ---------------- | ------ |
| 1    | Jesper Tjader    | 325    |
| 2    | Nicholas Goepper | 225    |
| 3    | Bobby Brown      | 145    |
| 4    | Josiah Wells     | 122    |
| 5    | Russell Henshaw  | 120    |

| Rang | Nom              | Points |
| ---- | ---------------- | ------ |
| 1    | Lisa Zimmermann  | 305    |
| 2    | Emma Dahlstrom   | 196    |
| 3    | Dara Howell      | 180    |
| 4    | Silvia Bertagna  | 151    |
| 5    | Zuzana Stromkova | 140    |

## Calendrier et podiums
Épreuves
| - Bosses en parallèle : DM - Sauts : AE - Half-pipe : HP | - Bosses : MO - Skicross : SX - Slopestyle : SS |

### Hommes
| Date             | Lieu                 | Épreuve | Vainqueur              | Second                 | Troisième              |
| ---------------- | -------------------- | ------- | ---------------------- | ---------------------- | ---------------------- |
| 17 août 2013     | Cardrona             | HP      | Antti-Jussi Kemppainen | Aaron Blunck           | Taylor Seaton          |
| 25 août 2013     | Cardrona             | SS      | Nick Goepper           | James Woods            | Russell Henshaw        |
| 7 décembre 2013  | Nakiska              | SX      | Jonas Devouassoux      | Armin Niederer         | Brady Leman            |
| 14 décembre 2013 | Ruka                 | MO      | Mikaël Kingsbury       | Alex Bilodeau          | Sho Endo               |
| 15 décembre 2013 | Val Thorens          | SX      | Andreas Matt           | Victor Oehling Norberg | Jean-Frédéric Chapuis  |
| 15 décembre 2013 | Beida Lake           | AE      | Liu Zhongqing          | Anton Kushnir          | Jia Zongyang           |
| 20 décembre 2013 | Copper Mountain      | HP      | Aaron Blunck           | Kevin Rolland          | Gus Kenworthy          |
| 21 décembre 2013 | Copper Mountain      | SS      | Andreas Haatveit       | Nicholas Goepper       | Russell Henshaw        |
| 21 décembre 2013 | Innichen/San Candido | SX      | David Duncan           | Alex Fiva              | Brady Leman            |
| 22 décembre 2013 | Innichen/San Candido | SX      | David Duncan           | Andreas Matt           | Daniel Bohnacker       |
| 22 décembre 2013 | Pékin                | AE      | Travis Gerrits         | Wu Chao                | Jia Zongyang           |
| 3 janvier 2014   | Calgary              | HP      | Justin Dorey           | Noah Bowman            | Matt Margetts          |
| 4 janvier 2014   | Calgary              | MO      | Mikael Kingsbury       | Alex Bilodeau          | Patrick Deneen         |
| 9 janvier 2014   | Deer Valley          | MO      | Mikaël Kingsbury       | Alex Bilodeau          | Marc-Antoine Gagnon    |
| 10 janvier 2014  | Deer Valley          | AE      | Anton Kushnir          | Qi Guangpu             | Alexei Grishin         |
| 11 janvier 2014  | Deer Valley          | MO      | Alex Bilodeau          | Mikaël Kingsbury       | Alexandr Smyshlyaev    |
| 10 janvier 2014  | Breckenridge         | SS      | Bobby Brown            | Jesper Tjader          | Kai Mahler             |
| 12 janvier 2014  | Breckenridge         | HP      | David Wise             | Mike Riddle            | Kevin Rolland          |
| 14 janvier 2014  | Val Saint-Côme       | AE      | Liu Zhongqing          | Mac Bohonnon           | David Morris           |
| 19 janvier 2014  | Val Saint-Côme       | MO      | Alex Bilodeau          | Mikaël Kingsbury       | Bradley Wilson         |
| 15 janvier 2014  | Lake Placid          | MO      | Alex Bilodeau          | Patrick Deneen         | Bradley Wilson         |
| 18 janvier 2014  | Lake Placid          | AE      | Qi Guangpu             | Liu Zhongqing          | Alexei Grishin         |
| 16 janvier 2014  | Val Thorens          | SX      | Christopher Delbosco   | Daniel Bohnacker       | Victor Oehling Norberg |
| 17 janvier 2014  | Val Thorens          | SX      | John Teller            | Victor Oehling Norberg | David Duncan           |
| 18 janvier 2014  | Gstaad               | SS      | Josiah Wells           | Jesper Tjader          | Fabian Boesch          |
| 25 janvier 2014  | Kreischberg          | SX      | Alex Fiva              | Johannes Rohrweck      | Michael Schmid         |
| 1er mars 2014    | Inawashiro           | MO      | Bradley Wilson         | Marc-Antoine Gagnon    | Mikael Kingsbury       |
| 2 mars 2014      | Inawashiro           | DM      | Mikael Kingsbury       | Sho Endo               | Pascal-Oliver Gagne    |
| 7 mars 2014      | Arosa                | SX      | Alex Fiva              | Tomas Kraus            | Didrik Bastian Juell   |
| 15 mars 2014     | Aare                 | SX      | Victor Oehling Norberg | Jonathan Midol         | Armin Niederer         |
| 16 mars 2014     | Aare                 | SX      | Thomas Zangerl         | Andreas Matt           | Armin Niederer         |
| 15 mars 2014     | Voss                 | MO      | Alexandr Smyshlyaev    | Alex Bilodeau          | Patrick Deneen         |
| 16 mars 2014     | Voss                 | DM      | Mikael Kingsbury       | Alex Bilodeau          | Bradley Wilson         |
| 21 mars 2014     | La Plagne            | DM      | Alex Bilodeau          | Mikael Kingsbury       | Benjamin Cavet         |
| 23 mars 2014     | La Plagne            | SX      | Jean-Frédéric Chapuis  | Christoph Wahrstoetter | Brady Leman            |
| 22 mars 2014     | Silvaplana           | SS      | Jesper Tjader          | Noah Wallace           | Christian Nummedal     |

### Femmes
| Date             | Lieu                 | Épreuve | Vainqueur                  | Second                  | Troisième               |
| ---------------- | -------------------- | ------- | -------------------------- | ----------------------- | ----------------------- |
| 17 août 2013     | Cardrona             | HP      | Devin Logan                | Angeli Vanlaanen        | Mirjam Jäger            |
| 25 août 2013     | Cardrona             | SS      | Tiril Sjåstad Christiansen | Dara Howell             | Lisa Zimmermann         |
| 7 décembre 2013  | Nakiska              | SX      | Marielle Thompson          | Fanny Smith             | Ophélie David           |
| 14 décembre 2013 | Ruka                 | MO      | Hannah Kearney             | Justine Dufour-Lapointe | Aiko Uemura             |
| 15 décembre 2013 | Val Thorens          | SX      | Katrin Mueller             | Sanna Luedi             | Ophélie David           |
| 15 décembre 2013 | Beida Lake           | AE      | Li Nina                    | Ashley Caldwell         | Xu Sicun                |
| 20 décembre 2013 | Copper Mountain      | HP      | Brita Sigourney            | Maddie Bowman           | Marie Martinod          |
| 21 décembre 2013 | Copper Mountain      | SS      | Dara Howell                | Darian Stevens          | Grete Eliassen          |
| 21 décembre 2013 | Innichen/San Candido | SX      | Fanny Smith                | Kelsey Serwa            | Anna Holmlund           |
| 22 décembre 2013 | Innichen/San Candido | SX      | Katrin Mueller             | Marielle Thompson       | Heidi Zacher            |
| 21 décembre 2013 | Pékin                | AE      | Zhang Xin                  | Lydia Lassila           | Xu Mengtao              |
| 3 janvier 2014   | Calgary              | HP      | Rowan Cheshire             | Virginie Faivre         | Amy Sheehan             |
| 4 janvier 2014   | Calgary              | MO      | Justine Dufour-Lapointe    | Hannah Kearney          | Chloé Dufour-Lapointe   |
| 9 janvier 2014   | Deer Valley          | MO      | Hannah Kearney             | Chloé Dufour-Lapointe   | Justine Dufour-Lapointe |
| 10 janvier 2014  | Deer Valley          | AE      | Cheng Shuang               | Zhang Xin               | Xu Mengtao              |
| 11 janvier 2014  | Deer Valley          | MO      | Hannah Kearney             | Yulia Galysheva         | Maxime Dufour-Lapointe  |
| 10 janvier 2014  | Breckenridge         | SS      | Keri Herman                | Emma Dahlstrom          | Devin Logan             |
| 12 janvier 2014  | Breckenridge         | HP      | Maddie Bowman              | Ayana Onozuka           | Amy Sheenan             |
| 14 janvier 2014  | Val Saint-Côme       | AE      | Lydia Lassila              | Li Nina                 | Zhang Xin               |
| 19 janvier 2014  | Val Saint-Côme       | MO      | Chloé Dufour-Lapointe      | Justine Dufour-Lapointe | Junko Hoshino           |
| 15 janvier 2014  | Lake Placid          | MO      | Justine Dufour-Lapointe    | Heidi Kloser            | Hannah Kearney          |
| 18 janvier 2014  | Lake Placid          | AE      | Li Nina                    | Danielle Scott          | Zhang Xin               |
| 16 janvier 2014  | Val Thorens          | SX      | Sanna Luedi                | Sandra Näslund          | Katrin Ofner            |
| 17 janvier 2014  | Val Thorens          | SX      | Marielle Thompson          | Katrin Mueller          | Ophélie David           |
| 18 janvier 2014  | Gstaad               | SS      | Lisa Zimmermann            | Katie Summerhayes       | Silvia Bertagna         |
| 25 janvier 2014  | Kreischberg          | SX      | Ophélie David              | Fanny Smith             | Marielle Thompson       |
| 1er mars 2014    | Inawashiro           | MO      | Justine Dufour-Lapointe    | Heather McPhie          | Maxime Dufour-Lapointe  |
| 2 mars 2014      | Inawashiro           | DM      | Hannah Kearney             | Elena Muratova          | Junko Hoshino           |
| 7 mars 2014      | Arosa                | SX      | Marte Hoeie Gjefsen        | Fanny Smith             | Ophélie David           |
| 15 mars 2014     | Aare                 | SX      | Fanny Smith                | Marielle Thompson       | Sandra Näslund          |
| 16 mars 2014     | Aare                 | SX      | Fanny Smith                | Ophélie David           | Georgia Simmerling      |
| 15 mars 2014     | Voss                 | MO      | Justine Dufour-Lapointe    | Chloé Dufour-Lapointe   | Hannah Kearney          |
| 16 mars 2014     | Voss                 | DM      | Hannah Kearney             | Justine Dufour-Lapointe | Chloé Dufour-Lapointe   |
| 21 mars 2014     | La Plagne            | DM      | Hannah Kearney             | Chloé Dufour-Lapointe   | Maxime Dufour-Lapointe  |
| 23 mars 2014     | La Plagne            | SX      | Marielle Thompson          | Fanny Smith             | Georgia Simmerling      |
| 22 mars 2014     | Silvaplana           | SS      | Lisa Zimmermann            | Emma Dahlstrom          | Camillia Berra          |